# Thomas Füri
Thomas Beat Füri (* 22. Juli 1947 in Bern; † 23. Juli 2017) war ein Schweizer Violinist und Lehrer an der Hochschule für Musik Basel.

## Leben
Füri, Sohn einer Cellistin und eines Geigers, studierte Musik bei seinem Vater Erich Füri und bei Max Rostal an der Hochschule für Musik Bern. Er schloss sein Studium bei Ivan Galamian an der Juilliard School in New York ab. Von 1973 bis 1980 war er Konzertmeister in Koblenz, Lausanne und Basel. Ab 1979 bis 1993 war er Leiter des Kammermusikorchesters Camerata Bern. Von 1980 bis 1991 war er Dozent an den Musikhochschulen Winterthur und Zürich. Ab 1985 war er Stehgeiger bei den I Salonisti und wirkte mit ihnen zusammen im Film Titanic mit. 1993 wurde er mit dem Musikpreis des Kantons Bern ausgezeichnet. Ab 1994 war Füri Gründer und Primarius des Aria Quartetts.
Er spielte auf einer Giovanni Battista Guadagnini zugeschriebenen Violine von 1761.